# فرع نازل من الشريان القذالي
الفرع النازل من الشريان القذالي وهو الفرع اللأكبر للشريان القذالي، حيثُ ينزل على مؤخرة الرقبة، وينقسم إلى جزء سطحي وعميق.
- يسير الجزء السطحي تحت العضلة الطاحلة، ويعطي فروعاً تخترق العضلة لتروي العضلة شبه المنحرفة وتتفاغر مع الفرع الصاعد من الشريان الرقبي المستعرض.
- ينزل الجزء العميق بين  العضلة نصف الشوكية الرأسية والرقبية، ويتفاغر مع الشريان الفقري ومع الشريان الرقبي العميق، وهو فرع من الجذع الضلعي الرقبي.

تساعد المفاغرة بين هذه الأوعية في تكوين دوران جانبي بعد ربط الشريان السباتي أو الشريان تحت الترقوة.